# Magny-Vernois
Magny-Vernois est une commune française située dans le département de la Haute-Saône, la région culturelle et historique de Franche-Comté et la région administrative Bourgogne-Franche-Comté.
Sur le territoire de la commune est implanté le siège social de l'entreprise Vetoquinol qui est le 10e laboratoire pharmaceutique vétérinaire mondial. Ce laboratoire est le premier employeur du secteur de la chimie dans le département.

## Géographie

### Topolographie
Le territoire communal occupe un espace de plaine de 638 hectares. Dans ceux-ci, on peut compter 236 de forêt dont 201 communaux. Il faut noter la présence de dénivellation près du parcours sportif.

### Géologie
Magny-Vernois est construit sur le plateau de Haute-Saône dans la dépression sous-vosgienne et s'appuie sur le versant méridional du massif des Vosges. La commune est située à la limite entre le bassin houiller keupérien de Haute-Saône et le bassin houiller sous-vosgien.

### Hydrographie

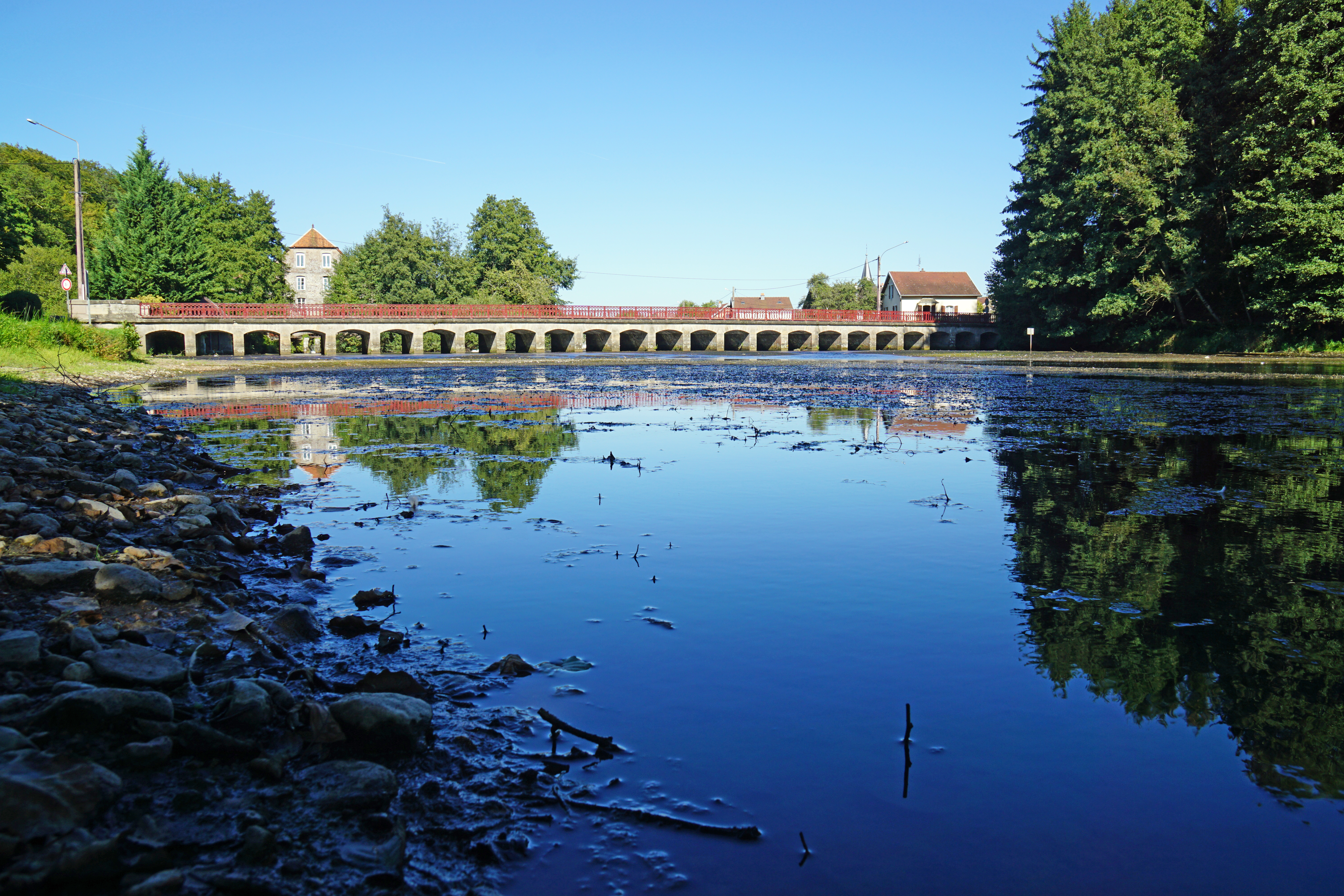
La Reigne.

La Reigne traverse le territoire communal, et passe par le centre du village avant de se jeter dans l'Ognon. Un espace de loisir est aménagé pares le large pont. Le Rahin passe aussi à proximité, comme d'autres ruisseaux portant les noms de le Razou, ou le Fossé de la Prairie. Un étang se trouve au nord-ouest.

### Climat
Pour des articles plus généraux, voir Climat de la Bourgogne-Franche-Comté et Climat de la Haute-Saône.
En 2010, le climat de la commune est de type climat de montagne, selon une étude du Centre national de la recherche scientifique s'appuyant sur une série de données couvrant la période 1971-2000. En 2020, Météo-France publie une typologie des climats de la France métropolitaine dans laquelle la commune est exposée à un climat semi-continental et est dans la région climatique  Lorraine, plateau de Langres, Morvan, caractérisée par un hiver rude (1,5 °C), des vents modérés et des brouillards fréquents en automne et hiver. 
Pour la période 1971-2000, la température annuelle moyenne est de 10 °C, avec une amplitude thermique annuelle de 17,4 °C. Le cumul annuel moyen de précipitations est de 1 115 mm, avec 13,8 jours de précipitations en janvier et 10,3 jours en juillet. Pour la période 1991-2020, la température moyenne annuelle observée sur la station météorologique de Météo-France la plus proche, « Villersexel Sa », sur la commune de Villersexel à 13 km à vol d'oiseau, est de 10,8 °C et le cumul annuel moyen de précipitations est de 1 037,9 mm. 
La température maximale relevée sur cette station est de 38,4 °C, atteinte le 8 août 2003 ; la température minimale est de −19,4 °C, atteinte le 20 décembre 2009,,. 
Les paramètres climatiques de la commune ont été estimés pour le milieu du siècle (2041-2070) selon différents scénarios d'émission de gaz à effet de serre à partir des nouvelles projections climatiques de référence DRIAS-2020. Ils sont consultables sur un site dédié publié par Météo-France en novembre 2022.

## Urbanisme

### Typologie
Au 1er janvier 2024, Magny-Vernois est catégorisée ceinture urbaine, selon la nouvelle grille communale de densité à sept niveaux définie par l'Insee en 2022.
Elle appartient à l'unité urbaine de Lure, une agglomération intra-départementale regroupant quatre  communes, dont elle est une commune de la banlieue,,. Par ailleurs la commune fait partie de l'aire d'attraction de Lure, dont elle est une commune du pôle principal,. Cette aire, qui regroupe 33 communes, est catégorisée dans les aires de moins de 50 000 habitants,.

### Occupation des sols
L'occupation des sols de la commune, telle qu'elle ressort de la base de données européenne d’occupation biophysique des sols Corine Land Cover (CLC), est marquée par l'importance des forêts et milieux semi-naturels (44,6 % en 2018), en augmentation par rapport à 1990 (43,2 %). La répartition détaillée en 2018 est la suivante : 
forêts (40,6 %), prairies (21,7 %), zones urbanisées (17,3 %), zones agricoles hétérogènes (13,3 %), milieux à végétation arbustive et/ou herbacée (4,1 %), terres arables (3,1 %). L'évolution de l’occupation des sols de la commune et de ses infrastructures peut être observée sur les différentes représentations cartographiques du territoire : la carte de Cassini (XVIIIe siècle), la carte d'état-major (1820-1866) et les cartes ou photos aériennes de l'IGN pour la période actuelle (1950 à aujourd'hui).

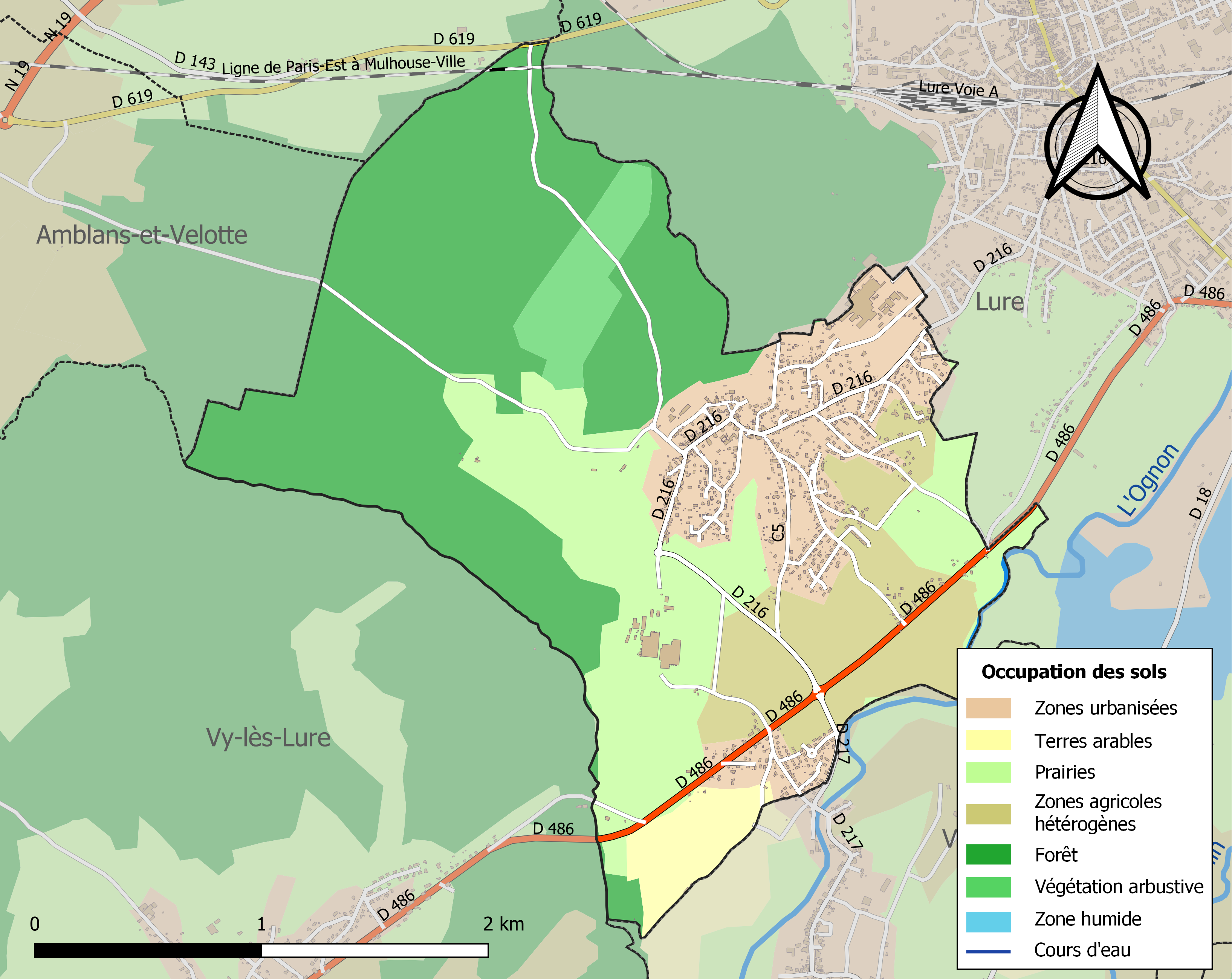
Carte des infrastructures et de l'occupation des sols de la commune en 2018 (CLC).

### Projet d'aménagement et paysage
La commune fait partie du plan local d'urbanisme intercommunal (PLUi) de la communauté de communes du pays de Lure (CCPL), document d'urbanisme de référence pour la commune et toute l'intercommunalité approuvé le 26 juin 2018. Magny-Vernois fait également partie du SCOT du pays des Vosges saônoises, un projet de territoire visant à mettre en cohérence l'ensemble des politiques sectorielles, notamment en matière d’habitat, de mobilité, d’aménagement commercial, d’environnement et de paysage.

## Toponymie
Le village a changé plusieurs fois de noms. On connaît d'abord le bourg en 1505 sous le nom de Magny Vernay, puis en 1748 Le Magny Vernoy, en 1550 on parle de « Le Magny Vernois » et en 1549 Magny le Vernois. Le nom est composé de Magny qui vient de Mansionile qui normalement aurait dû aboutir à Mesnil, maison rurale, mais n'étant plus compris dans la région, il a subi l'attraction analogique de tous les Magny, dont l'étymologie est toute différente. Vernoi(s), lieu où étaient plantés des aulnes.

## Histoire
À l'origine de Magny-Vernois, il ne s'agissait que d'une grosse ferme à l'arrière Lure. Celle-ci appartenait à l'abbaye de Lure. Cette ferme était aussi un moulin sur un bras de la Reigne. Cette bâtisse est encore visible à l'heure actuelle. En 1636, le village fut intégralement ruiné. Un incendie détruisit la moitié des habitations en 1780.
Le 23 juillet 1900, la construction d'une voie ferrée entre les houillères de Vy-lès-Lure et la gare de Magny-Vernois par la Société des salines, houillères et fabriques de produits chimiques de Gouhenans est déclarée d'utilité publique.

## Politique et administration

Carte départementale représentant en rouge la communauté de communes du pays de Lure.

### Rattachements administratifs et électoraux
Magny-Vernois fait partie de l'arrondissement de Lure du département de la Haute-Saône, en région Bourgogne-Franche-Comté.
La commune était historiquement rattachée depuis la Révolution française au canton de Lure. Celui-ci a été scindé en 1985 et la commune rattachée au canton de Lure-Sud. Dans le cadre du redécoupage cantonal de 2014 en France, la commune fait désormais partie du Canton de Lure-2.
La commune se trouve dans le ressort  des tribunaux d'instance,   paritaire des baux ruraux et du conseil de prud'hommes de Lure, des tribunaux de  grande instance et de commerce ainsi que de la cour d'assises de  Vesoul et du tribunal des affaires de Sécurité sociale du Territoire de Belfort. Ces juridictions sont rattachées à la cour d'appel de Besançon.
Dans l'ordre administratif, la commune se trouve dans le ressort du tribunal administratif de Besançon et de la cour administrative d'appel de Nancy,.

### Intercommunalité
La commune fait partie de la communauté de communes du pays de Lure (CCPL), intercommunalité créée en 1998 et dont le territoire est progressivement passé de 8 communes à l'origine à 24 communes en 2016.

### Liste des maires

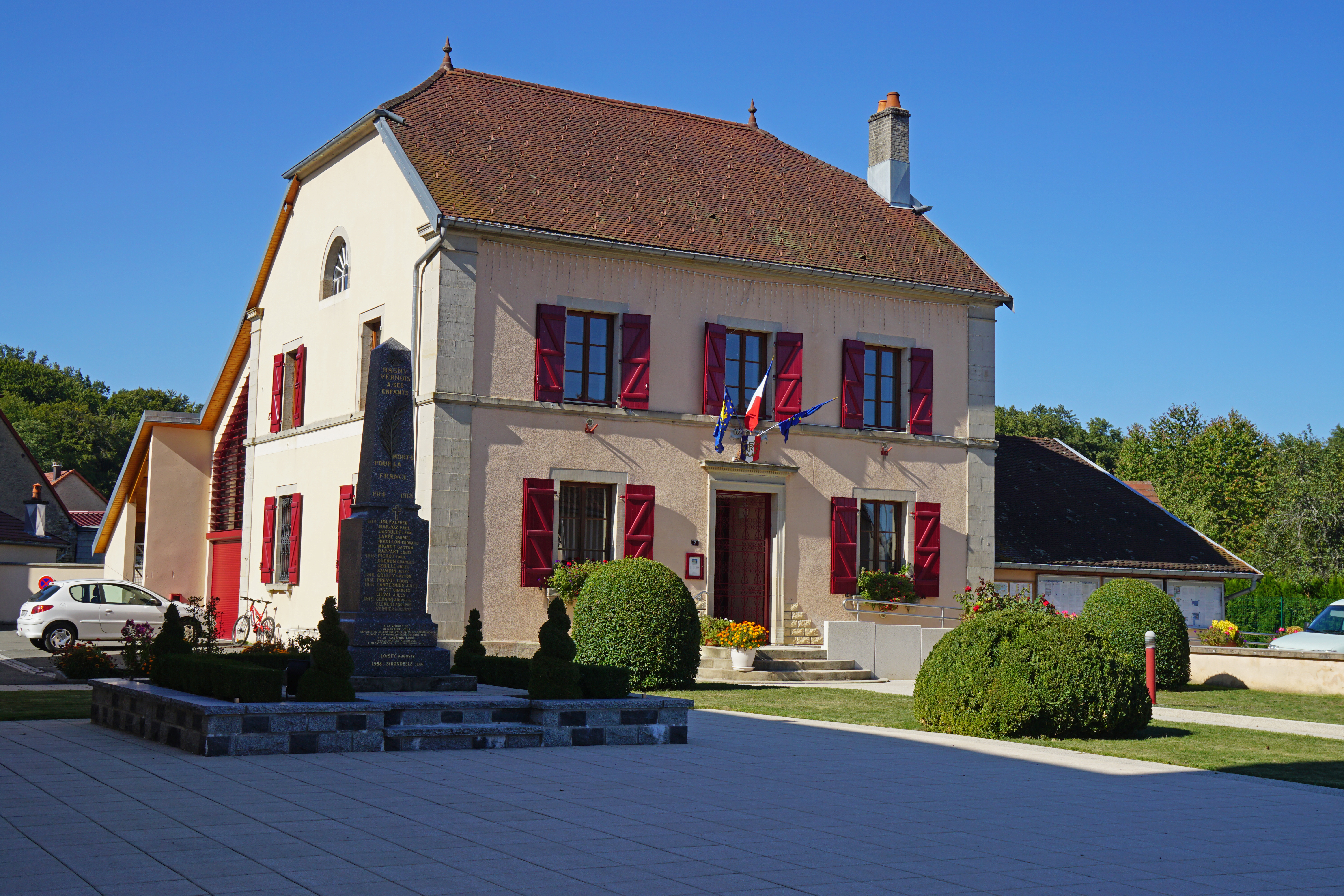
La mairie.

| Période                                  | Période                   | Identité         | Étiquette | Qualité                                                                                       |
| ---------------------------------------- | ------------------------- | ---------------- | --------- | --------------------------------------------------------------------------------------------- |
| Les données manquantes sont à compléter. |                           |                  |           |                                                                                               |
|                                          | mars 1989                 | Michel Dubois    |           |                                                                                               |
| mars 1989                                | septembre 2019            | Guy Dechambenoît | DVG       | Cadre retraité Vice-président de la CC du pays de Lure (2014 → 2019) Décès en cours de mandat |
| septembre 2019                           | En cours (au 26 mai 2020) | Luc Ortega       |           | Réélu pour le mandat 2020-2026                                                                |

### Politique environnementale
Afin de polliniser les fleurs et les arbres fruitiers et de contribuer à l'animation des enfants, la commune a installé sept ruches dans le village début 2016.

## Population et société

### Évolutions démographiques
En 2022, la commune de Magny-Vernois comptait 1361 habitants. À partir du XXIe siècle, les recensements réels des communes de moins de 10 000 habitants ont lieu tous les cinq ans. Les autres « recensements » sont des estimations.
| 1793 | 1800 | 1806 | 1821 | 1831 | 1836 | 1841 | 1846 | 1851 |
| ---- | ---- | ---- | ---- | ---- | ---- | ---- | ---- | ---- |
| 437  | 434  | 490  | 490  | 780  | 829  | 800  | 881  | 898  |

| 1856 | 1861 | 1866 | 1872 | 1876 | 1881 | 1886 | 1891 | 1896 |
| ---- | ---- | ---- | ---- | ---- | ---- | ---- | ---- | ---- |
| 816  | 879  | 894  | 774  | 700  | 649  | 608  | 567  | 617  |

| 1901 | 1906 | 1911 | 1921 | 1926 | 1931 | 1936 | 1946 | 1954 |
| ---- | ---- | ---- | ---- | ---- | ---- | ---- | ---- | ---- |
| 568  | 615  | 631  | 556  | 560  | 584  | 560  | 486  | 641  |

| 1962 | 1968 | 1975 | 1982 | 1990  | 1999  | 2006  | 2011  | 2016  |
| ---- | ---- | ---- | ---- | ----- | ----- | ----- | ----- | ----- |
| 678  | 703  | 792  | 927  | 1 043 | 1 023 | 1 200 | 1 337 | 1 348 |

| 2021  | 2022  | - | - | - | - | - | - | - |
| ----- | ----- | - | - | - | - | - | - | - |
| 1 368 | 1 361 | - | - | - | - | - | - | - |

### Santé
L'hôpital le plus proche étant celui de Lure, de plus en plus désinvestis par les services publics au profit de celui de Vesoul, il n'est pas exclu qu'à moyen terme, Magny-Vernois se trouve dans un désert médical, contraignant à la fréquentation des hôpitaux de Belfort, Montbéliard ou Vesoul, accessible entre 30 minutes et une heure en voiture. Par ailleurs, ces hôpitaux fusionnent en 2017 au profit de la nouvelle infrastructure commune du centre hospitalier de Belfort-Montbéliard, située à mi-chemin entre les deux villes, à Trévenans.

### Services

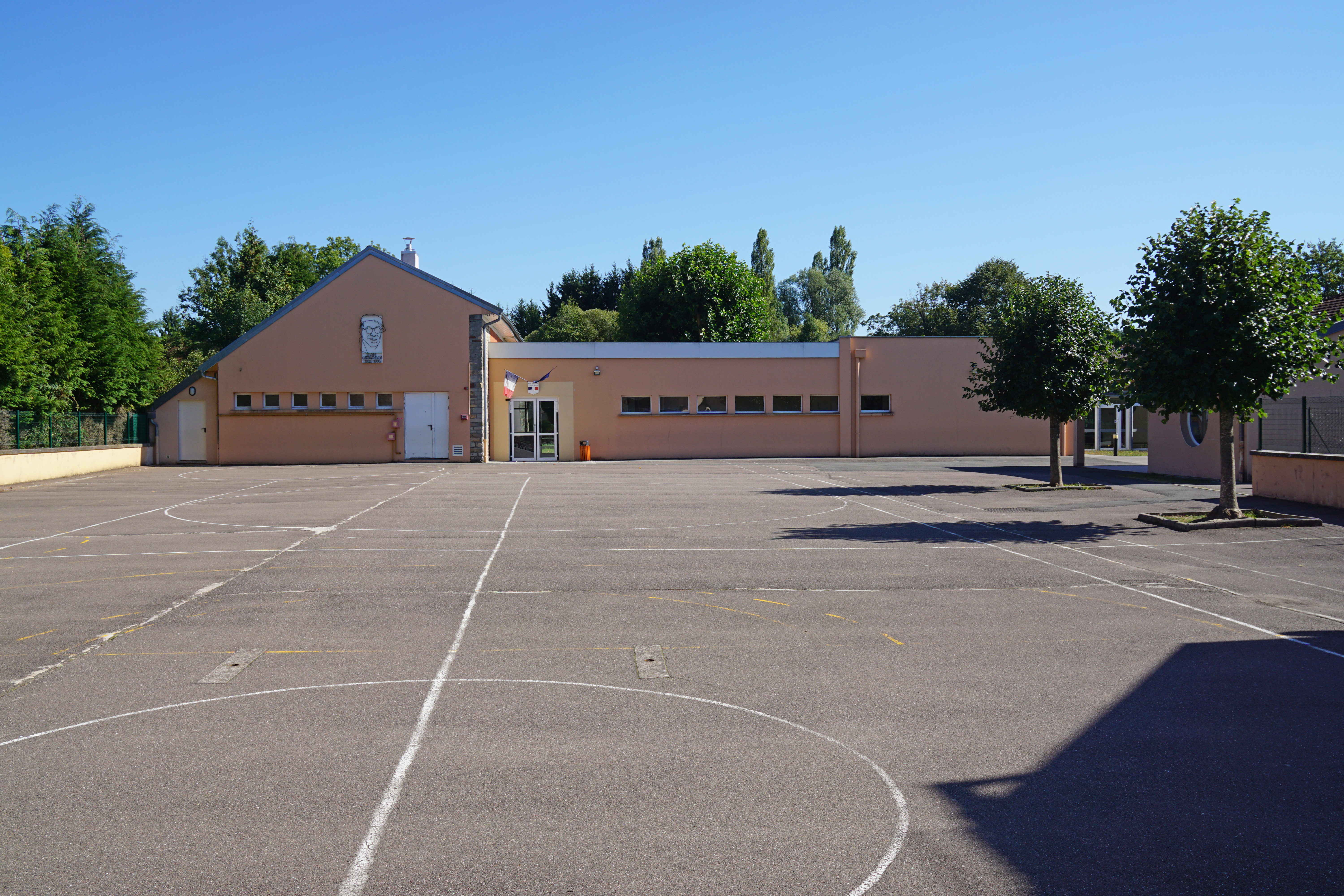
L'école.

Hormis les services assurés par la mairie et l'école, la commune n'a aucun service public sur son territoire. L'ensemble des services publics sont disponibles à Lure, qui concentre le Pôle emploi, EDF, les impôts, la justice ou la bibliothèque, médiathèque et espace culturels.

### Cultes

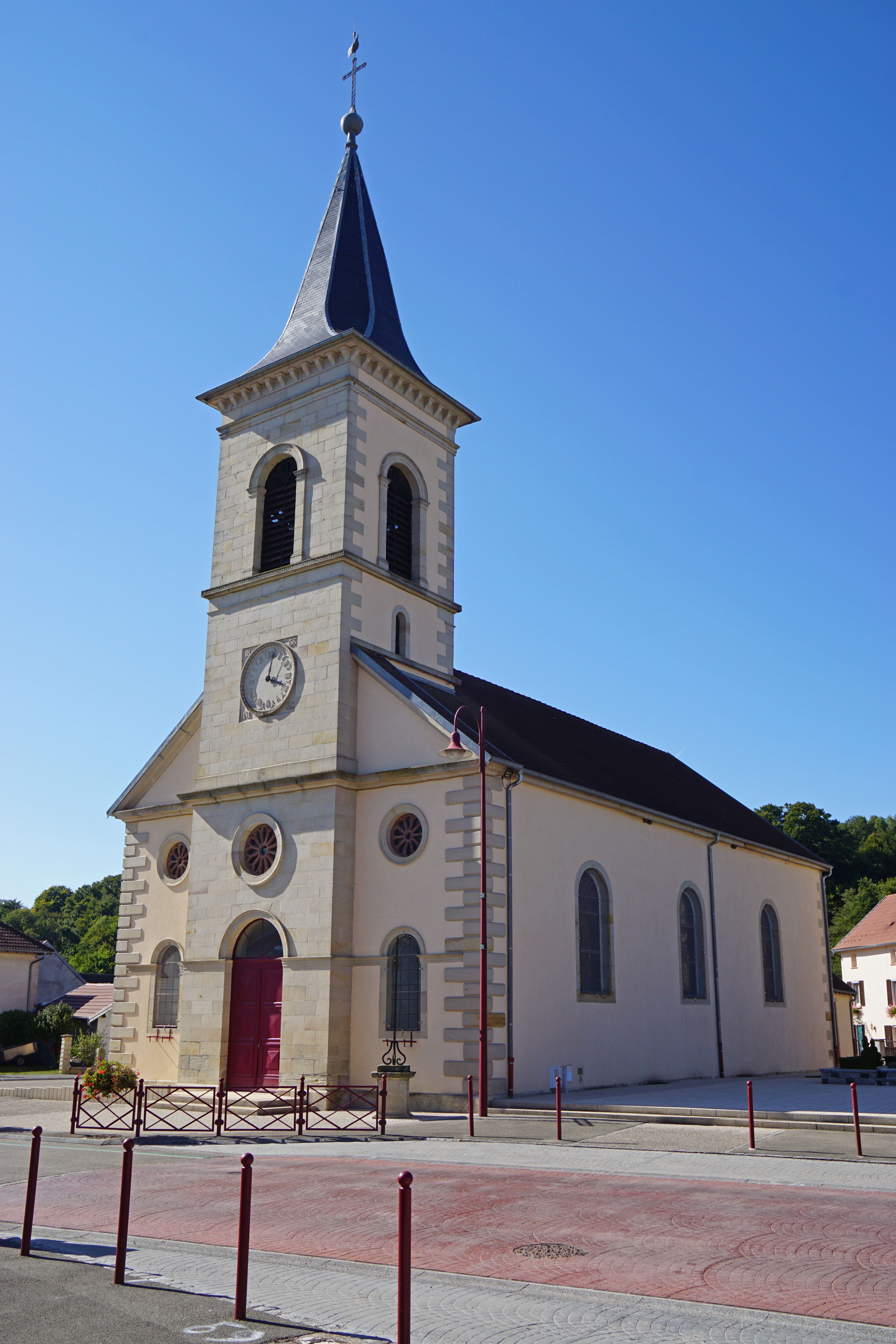
L'église Saint-Desle.

Le village dispose d'une église catholique, consacrée à Saint Desle.

## Économie

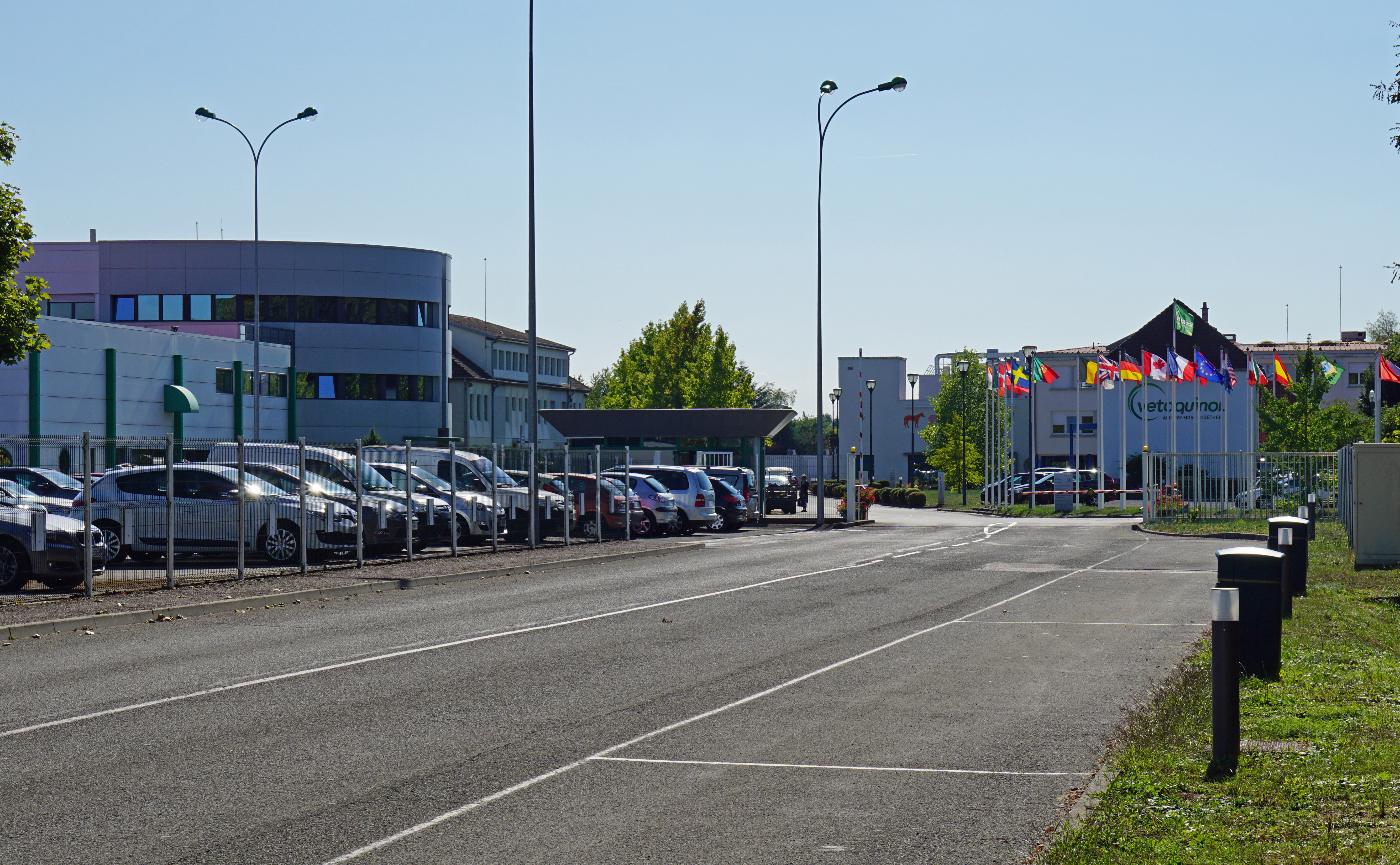
Le laboratoire Vetoquinol.

La commune est le siège social de l'entreprise Vetoquinol qui est le 10e laboratoire pharmaceutique vétérinaire mondial. Il existe aussi un atelier de Faurecia, fabricant de la matelasseries pour sièges d'automobiles.
Le village dépendant économiquement des deux centres urbains de Lure et de l'agglomération d'Héricourt-Montbéliard. Ces deux pôles offrent de nombreux emplois et sont rapidement accessibles par la double-voie expresse E 54 passant dans ces axes à proximité de Vouhenans.

## Culture locale et patrimoine

### Lieux et monuments
La ferme-moulin fondatrice de Magny-Vernois, l'église, le monument aux morts ainsi qui le centre ville et la place de loisir à côté du pont.

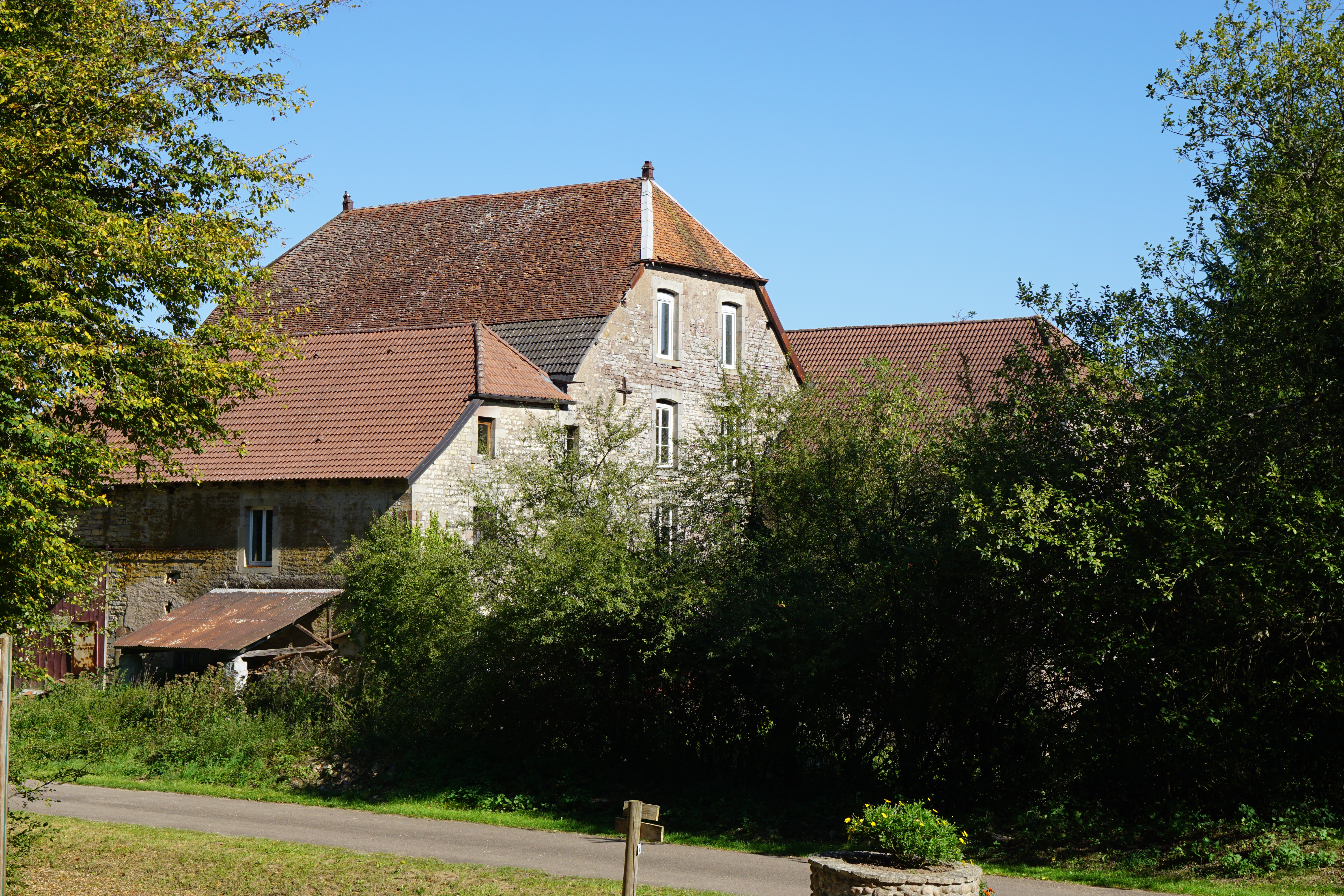
La ferme-moulin.
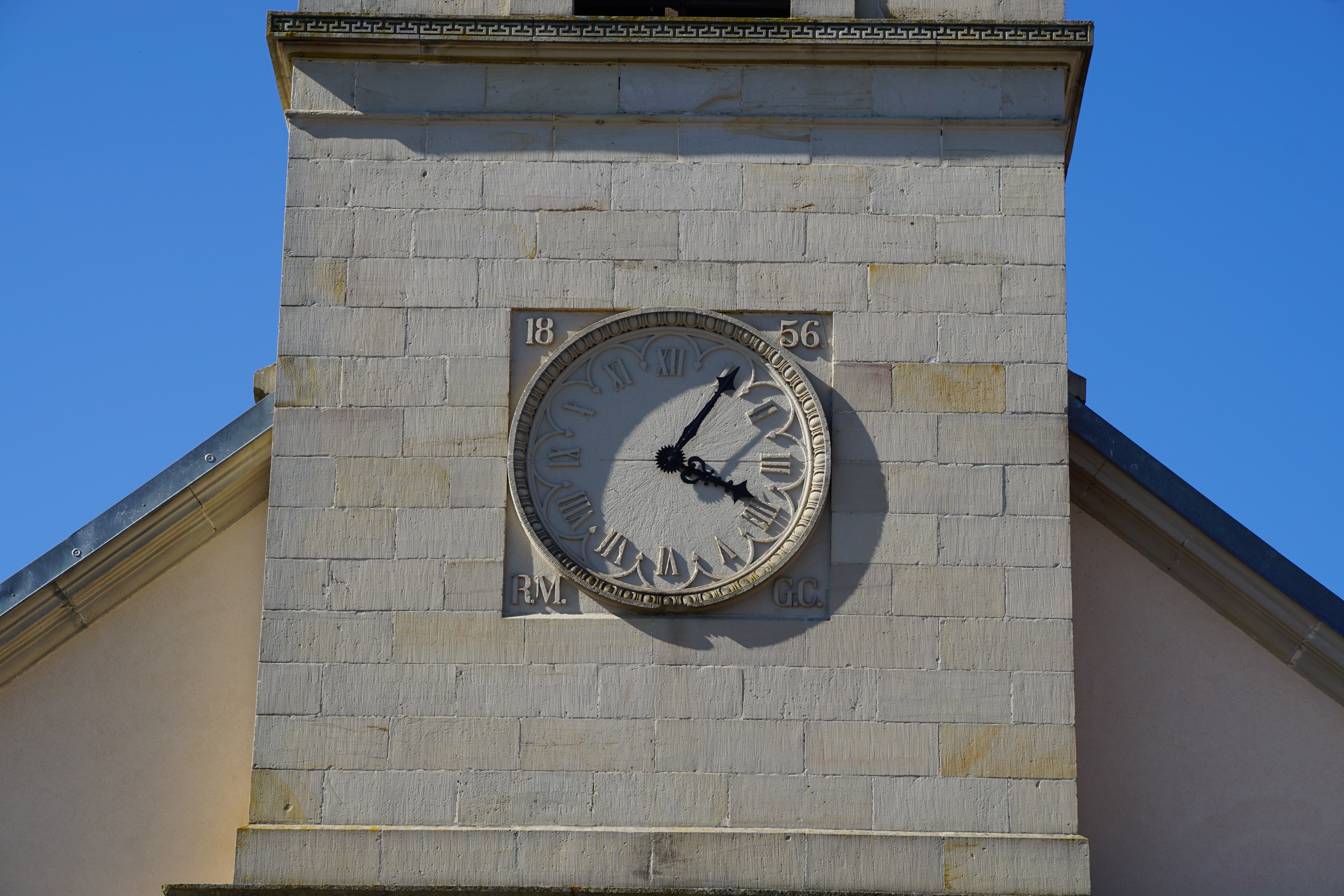
L'horloge de l'église.
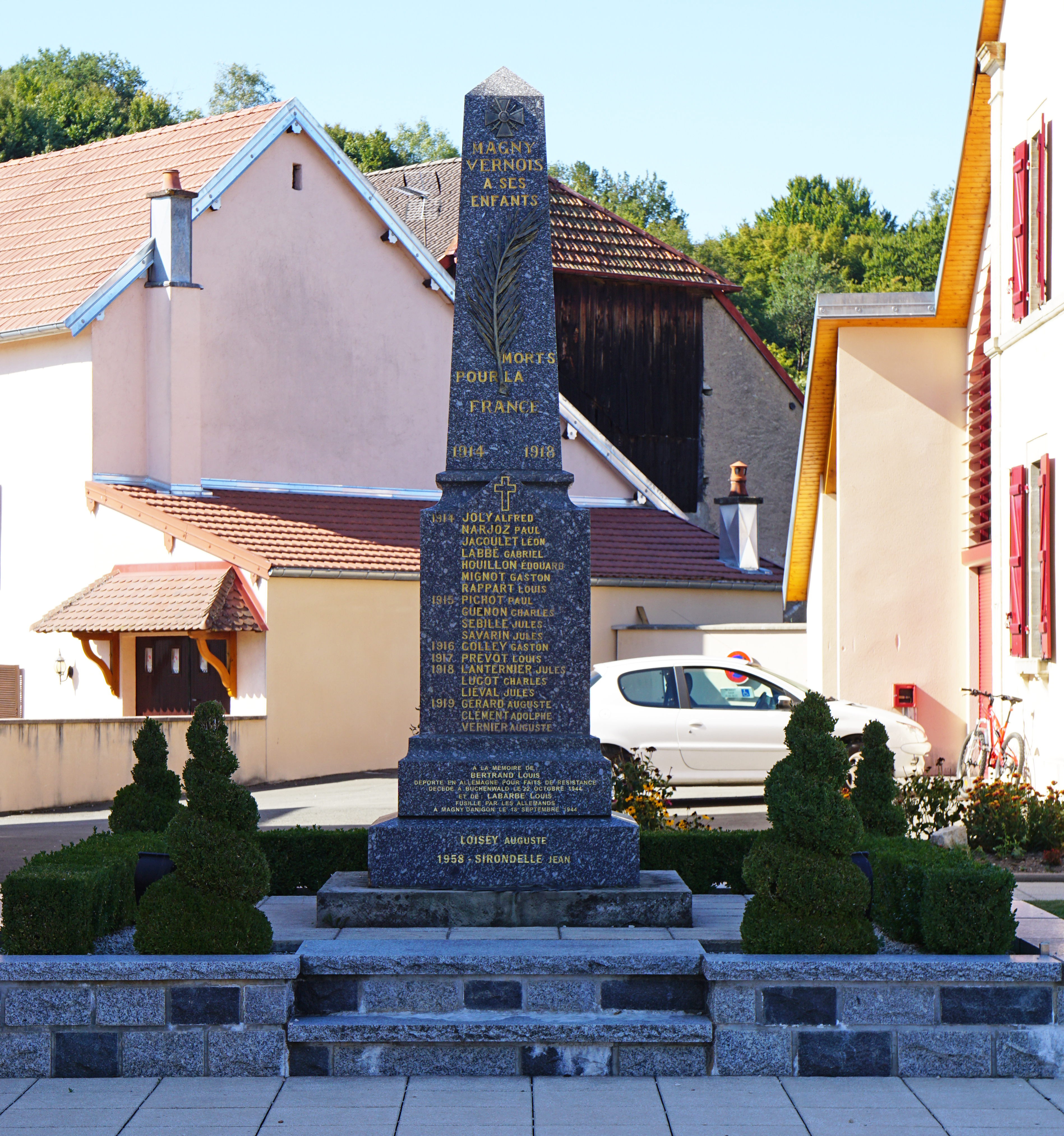
Le monument aux morts.

### Héraldique
| Blason de Magny-Vernois | Blason  | Écartelé : au premier, de gueules à la roue de moulin d'or, au second d'or au verne arraché de sinople accolé d'un lierre de même, au troisième d'azur au soleil d'or ; au quatrième de gueules au fourneau d'argent. |
| Blason de Magny-Vernois | Détails | Présent sur le site internet de la commune. |